# Chibijatli
Chibijatli (avar.: ХIибиялъ) též Chibija (Chibia), historicky Chabaveli je obec okresu Cunta v Dagestánské republice Ruské federace.

## Charakteristika obce
Obec leží ve výšce 1730 m n. m. v údolí Elbok v okresu Cunta, kterou protéká horská řeka Elbok.
S obcemi Chupri, Vicijatli a Elbok tvoří vesnický okres Chibijatli. Počet obyvatel vesnického okresu Chibijatli se pohybuje okolo 1000 lidí. Počet obyvatel samotné obce Chibijatli se pohybuje mezi 100-200 obyvateli. Z národnostního (etnického) hlediska tvoří převážnou většinu obyvatel Cezové. Dostupnost obce je komplikovaná kvůli vysokohorským podmínkám v zimních měsících a častým sesuvům půdy v letních měsících.
V obci je zachovaný godekan.